# Paddy Ryan (rugbista)
Paddy Ryan (Tamworth, 9 agosto 1988) è un rugbista a 15 australiano, che gioca come pilone nei Waratahs in Super Rugby. Vanta tre presenze a livello internazionale con l'Australia.

## Biografia
Inserito nella squadra dei Waratahs per disputare il Super Rugby 2011, Ryan fece il suo esordio nel torneo lo stesso anno; con la maglia della franchigia del Nuovo Galles del Sud si aggiudicò il Super Rugby 2014 e, l'anno successivo, raggiunse le cinquanta presenze nel Super Rugby.
A partire dal 2013 fu inserito nella squadra di rugby dell'università di Sydney per prendere parte allo Shute Shield. Nel 2014 debuttò nel National Rugby Championship con la maglia dei Sydney Stars, club con il quale giocò anche la stagione successiva e, dopo il suo scioglimento, passò ai NSW Country Eagles di cui è anche il capitano.
A livello internazionale Ryan fu convocata per la prima volta dal tecnico dell'Australia Robbie Deans per partecipare al tour europeo del 2012, nel quale debuttò con la nazionale nella partita con la Francia. Oltre a questo, Ryan giocò altri due incontri con i Wallabies: uno nel 2013 contro l'Irlanda durante il tour europeo degli australiani e uno nel 2014 contro la Francia durante il tour dei francesi in Australia.
Nel 2016 fu chiamato per la prima volta nei Barbarians con cui esordì contro le Figi.

## Palmarès
- Super Rugby: 1
Waratahs : 2014